# Next (romanzo)
Next è un libro fantascientifico di Michael Crichton scritto nel 2006. È stato pubblicato in Italia per la prima volta nel giugno del 2007.
Next è ambientato nel presente e mostra un mondo nel quale sia i governi sia gli investitori privati spendono miliardi di dollari sulla ricerca genetica. Il romanzo presenta molti personaggi, compresi animali transgenici, impegnati nella lotta per sopravvivere in un mondo dominato dalla ricerca genetica, dall'avidità delle grandi corporation e dalle lotte giudiziarie riguardanti questi temi. Nel romanzo, Crichton esplora le questioni legali che circondano la ricerca genetica, e mette in discussione il controllo che le autorità giudiziarie possono esercitare sugli individui.

## Trama
La BioGen è un importante gruppo nel campo della ricerca genetica, coinvolto in un'azione giudiziaria da Frank Burnet, un sopravvissuto al cancro cui erano state asportate alcune cellule senza che lui ne sapesse niente. La BioGen sostiene di aver acquistato i diritti sulle cellule e che Frank non ha più il diritto di trarre profitto dalla vendita di esse. Dopo la decisione della corte, che si pronuncia in favore della BioGen, Frank scompare e la società di ricerca rivendica diritti sulle cellule della discendenza di Frank, incluse quelle di sua figlia e di suo nipote. La BioGen decide di raccogliere le cellule dei due (Alex e Jamie Burnet), anche senza il loro consenso. Per sottrarsi alle pretese della BioGen, Jamie e Alex scappano.
La BioGen conduce anche ricerche su ciò che chiama il "gene della maturità", e gli effetti che l'esposizione a questo gene ha sui ratti di laboratorio. Josh, un ricercatore della BioGen, espone involontariamente suo fratello, tossicodipendente, al gene. Suo fratello diventa un individuo sobrio e responsabile, e la madre di Josh inizia a diffondere la notizia della "cura miracolosa" tra amici e parenti. Josh si trova a dover decidere se utilizzare questo gene illegalmente, ma la decisione è difficile, perché sebbene egli sia sicuro dell'efficacia che il gene ha nella cura della tossicodipendenza, non sa nulla degli effetti che il trattamento potrebbe avere nel lungo periodo.
Anche Henry Kendall è un ricercatore nel campo della genetica. Egli apprende che l'embrione di una scimmia, fecondato dal suo sperma ed impiantato in un'altra scimmia alcuni anni prima, ha dato vita ad una scimmia transgenica, con alcune caratteristiche umane e la psiche di un bambino. Henry e la sua famiglia lottano per poter crescere l'essere, chiamato Dave, e cercano di nascondere le sue origini genetiche. Altri personaggi transgenici appaiono nel romanzo, compresi un pappagallo chiamato Gerard, che può eseguire elementari operazioni aritmetiche e recitare scene di film con meticolosa esattezza, un orangutan di Sumatra in grado di parlare correntemente in francese e olandese, e alcune tartarughe di mare i cui gusci sono caratterizzati da una misteriosa bioluminescenza notturna, che serve a tenere lontani i predatori.

## Edizioni
- Michael Crichton, Next, traduzione di Bagliano B., Garzanti, 2007,  p. 488, ISBN 88-11-68575-3.